# Condado de Baltimore
O Condado de Baltimore (em inglês:  Baltimore County) é um dos 23 condados do estado americano de Maryland. A sede do condado é Towson. Foi fundado em 1659. O condado não inclui a cidade homónima, Baltimore, que se tornou uma cidade independente em 1851, ou seja, não fazendo mais parte de nenhum condado.
O condado possui uma área de 1 766 km², dos quais 1 549 km² estão cobertos por terra e 216 km² por água, uma população de 805 029 habitantes, e uma densidade populacional de 519,5 hab/km² (segundo o censo nacional de 2010). É o terceiro condado mais populoso de Maryland.